# Hrta
Hrta (Servisch cyrillisch Хрта) is een plaats in de Servische gemeente Prijepolje. De plaats telt 130 inwoners (2002).
In Hrta bevindt zich een als werelderfgoed erkende necropolis met middeleeuwse stećci-grafstenen.